# Marcus Aldén
Marcus Aldén, nacido el 25 de abril de 1954, es un físico técnico sueco. Profesor de Física de Universidad de Lund. Sus obras se citan en más de 20 mil publicaciones académicas.
Aldén obtuvo en 1978 su título de ingeniero civil en física técnica en la Universidad Tecnológica Chalmers. En 1983 se doctoró en física en la Escuela Técnica Superior de Lund (LTH). En 1985 se convirtió en docente en LTH y de 1987 a 1991 ocupó un puesto como profesor universitario. Desde 1992 es profesor en la unidad de física de la combustión en LTH.
Su área de investigación se centra en métodos basados en láser para estudiar procesos de combustión.
Aldén fue elegido en 1999 como miembro de la Real Academia de las Ciencias de Suecia de la Ingeniería, en 2004 como miembro de la Real Academia de las Ciencias de Suecia y en 2006 como miembro de la Real Sociedad Fisiográfica de Lund.